# Mike Lazzo
Michael Allen Lazzo (Georgia, 10 de abril de 1958) es un productor de televisión estadounidense y el exvicepresidente ejecutivo a cargo del canal filial de Cartoon Network, Adult Swim en Williams Street.

## Biografía
Lazzo nació en LaGrange, Georgia. En su infancia, su familia a menudo se mudaba, lo que le dificultaba hacer amigos. En cambio, creció fuertemente en televisión, dibujos animados (principalmente Astro Boy y Speed Racer) y cómics. Abandonó la escuela secundaria a los 15 años y por un tiempo trabajó en una sala de cine. En 1984, comenzó a trabajar en el departamento de envío y recepción de Turner Broadcasting System. Gradualmente se abrió camino a través del departamento de programación de Turner en los años intermedios. Fue a programar el bloque de animación de TBS, que se ejecuta diariamente de 4:30 a 6 p. m., hora del Este, hasta 1993, cuando se convirtió en el primer programador en la historia de Cartoon Network. En 1994, era el vicepresidente de programación de Cartoon Network.
En 1994, Lazzo ayudó a crear el primer programa de entrevistas nocturno animado, El fantasma del espacio de costa a costa, para Cartoon Network. Su compañía de producción, Ghost Planet Industries, creó un spin-off del mismo en 1995; Cartoon Planet debutó en TBS pero se mudó a Cartoon Network al año siguiente. Lazzo ayudó a crear Las chicas superpoderosas, antes de pasar a la red para adultos Adult Swim de Cartoon Network.
En 1997, Lazzo y GPI comenzaron la producción en Toonami, un bloque de dibujos animados por la tarde en Cartoon Network. En 1999, el propio Lazzo apareció en un ensayo de la episodio "Fire Ant" en el Fantasma del Espacio de costa a costa. En un episodio llamado "Table Read". En 2004, se desempeñó como productor de Miguzi, otro programa de bloque de acción de la tarde, esta vez dirigido a un público más joven.
En 1999, Ghost Planet Industries cambió su nombre a Williams Street, y al año siguiente el estudio comenzó a desarrollar más dibujos animados de comedia no relacionados con Space Ghost si no destinados al público adulto. El show de Brak, Laboratorio Submarino 2021, Harvey Birdman, Attorney at Law y Aqua Teen Hunger Force se estrenaron en Cartoon Network sin previo aviso en las primeras mañanas de diciembre de 2000, casi un año antes de Adult Swim se estrenara oficialmente en septiembre de 2001. Keith Crofford se desempeñó como coproductor ejecutivo de Lazzo desde 1994.
Desde 2006, Lazzo apareció en Seth Green's Robot Chicken cuatro veces, en la que expresó una parodia de sí mismo.
Mike Lazzo ha declarado que su cortometraje favorito de todos los tiempos es Nasty Quacks y lo ha visto cientos de veces y su programa de televisión favorito es Los Simpson.